# Corte costituzionale della Repubblica di Moldavia
La Corte costituzionale della Repubblica di Moldavia è l'organo costituzionale della Moldavia, autonomo e indipendente rispetto al potere esecutivo, legislativo e giudiziario.
Il compito della corte costituzionale consiste nel garantire la supremazia della Costituzione, la divisione dei poteri dello Stato (legislativo, esecutivo e giudiziario) e le responsabilità dello Stato nei confronti dei cittadini e viceversa.
Se necessario, la corte costituzionale interpreta la Costituzione e avvia il processo di revisione costituzionale delle leggi e delle decisioni prese dal Parlamento, dei decreti del presidente e degli atti del Governo.
Già prevista durante la stesura della Costituzione, nel 1994, fu effettivamente creata nel febbraio del 1995.